# Vendeurs de larmes (chanson)
Singles de Daniel Balavoine
Vivre ou survivre
(1982) Soulève-moi
(1982)
Vendeurs de larmes est une chanson écrite, composée et interprétée par Daniel Balavoine. Issue de l'album du même nom, sorti en avril 1982 en 33 tours LP, elle sort en single 45 tours comme deuxième extrait de l'album avec Dieu que l'amour est triste, également extrait de l'album, en face B.
Avec cette chanson, Daniel Balavoine exprime rapidement toute « l'affection » qu'il éprouve pour les chanteurs de variété, qu'il appelle « enfants de putains ». Il critique également les pseudos chanteurs contestataires en essayant de s'inspirer du « style Bob Dylan », mais qui n'y arrivent pas car ils n'y croient pas et que leurs chansons sont purement commerciales. Dans le refrain, il les compare à des « trafiquants d'armes ». Le succès commercial du single s'averera modeste à sa sortie avec plus de 80 000 exemplaires vendus à sa sortie.
Balavoine reprendra le titre lors de son passage aux Palais des Sports fin septembre 1984, qui sera enregistré pour l'album live Balavoine au Palais des sports.